# Челсі (готель)
40°44′40″ пн. ш. 73°59′49″ зх. д. / 40.744444444444° пн. ш. 73.996944444444° зх. д.
Готель «Челсі» (англ. Hotel Chelsea) — один з найвідоміших готелів Нью-Йорка, розташований на 23-й вулиці між Сьомою та Восьмою авеню в мангеттенському кварталі Челсі .
У готелі проживали численні письменники, музиканти, художники та актори. Хоча «Челсі» більше не приймає нових довготривалих мешканців, у будинку все ще мешкають люди, які жили там до зміни політики.
З 1966 року будівля була визнана пам'яткою Нью-Йорка а з 1977 року внесена у Національний реєстр історичних місць.

## Історія

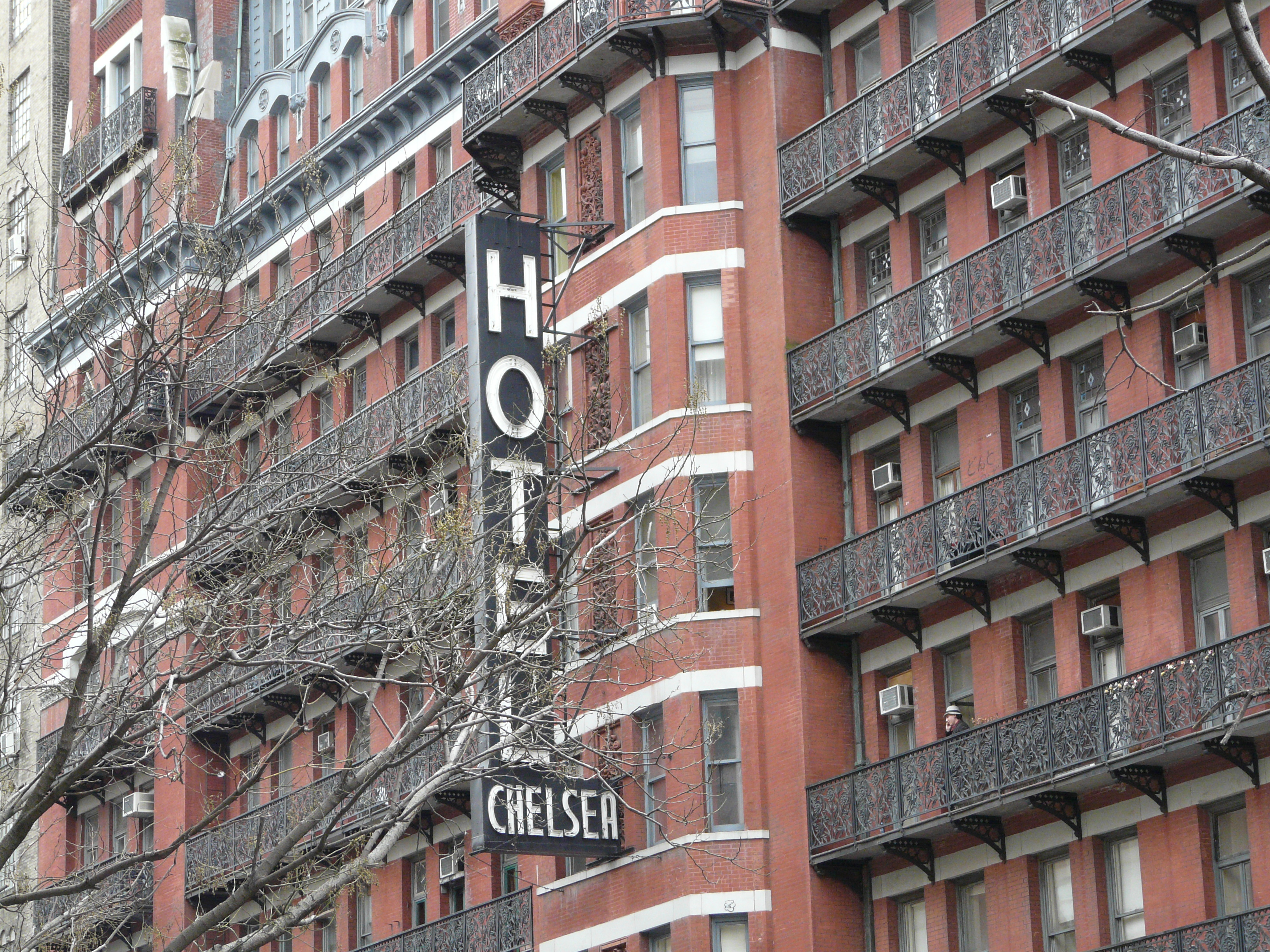
Вивіска готелю

13-поверховий будинок готелю було побудовано в 1884 році. До 1905 року будівлю експлуатував один з перших у місті житловий кооператив. Готель спроектував Філіп Губерт з фірми Hubert, Pirrson&Company у стилі королеви Анни та вікторіанської готики Серед його відмінних рис — делікатні, прикрашені квітковими орнаментами залізні балкони на фасаді та великі сходи, що тягнуться на дванадцять поверхів. Як правило, ці сходи доступні лише для зареєстрованих гостей, хоча готель пропонує щомісячні екскурсії для всіх охочих. На момент будівництва будівля була найвищою в Нью-Йорку.
У 2011 році готель був проданий забудовнику Джозефу Четріту за 80 мільйонів і перестав бронювати нових гостей, щоб розпочати ремонт. Довгожителям було дозволено залишатися в будівлі. Ремонт викликав скарги до міста з боку решти орендарів, пов'язаних із небезпекою для здоров'я, спричиненою будівництвом. Міський будівельний департамент розслідував ці скарги та не виявив серйозних порушень. У листопаді 2011 року керівництво розпорядилося зняти зі стін усі художні твори готелю, нібито для їх охорони та каталогізації, що було негативно прийнято деякими орендарями У 2013 році Ед Шеец став новим власником готелю «Челсі».

## Відомі пожильці

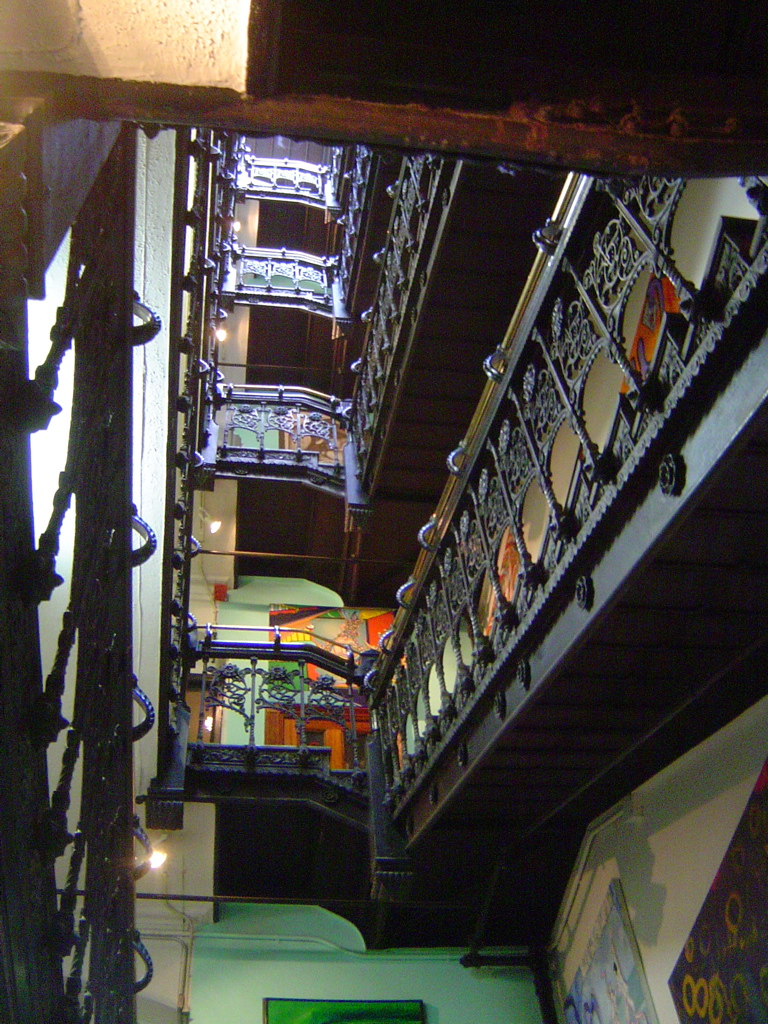
Сходи готелю (2005)

У різний час у готелі зупинялися багато відомих письменників та інтелектуалів: Марк Твен, О. Генрі, Герберт Ганк, Ділан Томас, Артур Кларк, Сем Шепард, Артур Міллер, Теннессі Вільямс, Джек Керуак, Брендан Бієн, Томас Вульф, Валері Соланас, Вільям Барроуз, Аллен Гінзберг, Квентін Крисп, Ґреґорі Корсо, Арнольд Вайнштейн, і Кетрін Лерой.
В готелі проживали актори, режисери кіно, коміки: Стенлі Кубрик, Ширлі Кларк, Мітч Гедберг, Дейв Хілл, Мілош Форман, Ліллі Ленгтрі, Ітан Хоук, Денніс Гоппер, Едді Іззард, Ума Турман, Елліот Гулд, Ілейн Стрітч, Майкл Імперіолі, Джейн Фонда, Рассел Бренд, кінозірка Воргола Віва, її дочка Габі Хоффманн та Еді Седжвік .
Значна частина історії готелю «Челсі» відведена музикантам. Серед найвідоміших імен — Чет Бейкер, Grateful Dead, Ніко, Том Вейтс, Патті Сміт, Джим Моррісон, Іггі Поп, Вірджил Томсон, Джефф Бек, Боб Ділан, Чик Коріа, Александр Фрей, Ді Ді Рамон, Еліс Купер, Едіт Піаф, Джонні Сандерс, Мінк Девілль, Алехандро Есковедо, Маріанна Фейтфулл, Шер, Джон Кейл, Джоні Мітчелл, Роббі Робертсон, Бетт Мідлер, Pink Floyd, Джимі Гендрікс, Canned Heat, Сід Вішез.
Мадонна жила в «Челсі» на початку 1980-х в кімнаті 822. Леонард Коен, який жив у кімнаті 424, та Дженіс Джоплін у кімнаті 411, мали роман у готелі у 1968 році, і Коен пізніше написав про це дві пісні: «Chelsea Hotel» і «Chelsea Hotel #2» The Kills написали більшу частину свого альбому «No Wow» у «Челсі», імовірно, між 2003 і 2005 роками. Йорма Кауконен написав пісню «Third Week in the Chelsea» для альбому «Bark» Jefferson Airplane 1971 року, провівши три тижні свого життя у готелі.

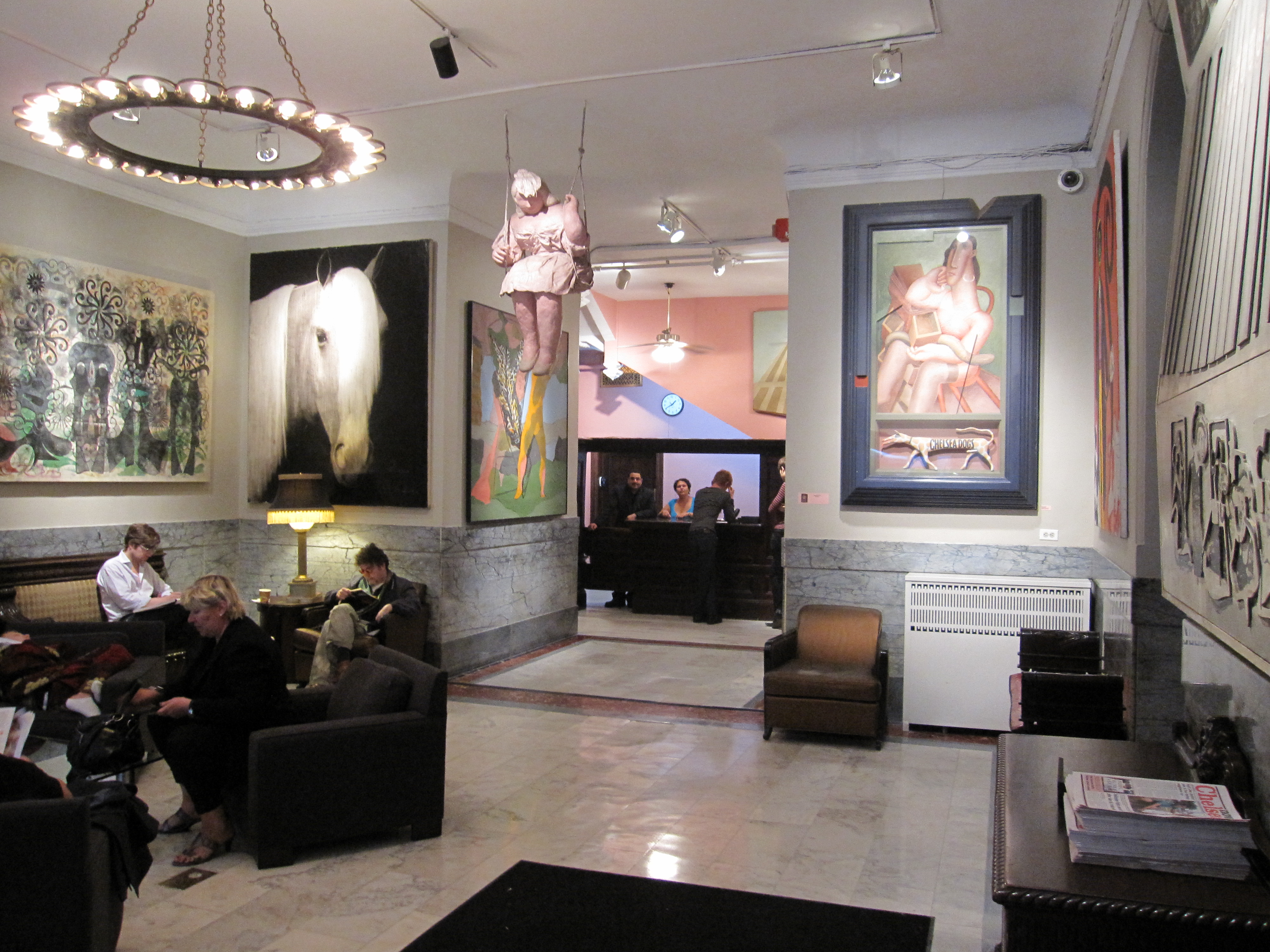
Вестибюль готелю у 2010 році

### Енді Воргол
Готель «Челсі» часто асоціюється із суперзірками Воргола, оскільки Енді Воргол і Пол Морріссі зрежисували «Дівчата з Челсі» (1966) — фільм про завсідниць Фабрики, що жили у готелі.

### «Титанік»
Декілька вцілілих пасажирів «Титаніка» деякий час мешкали в готелі, оскільки «Челсі» знаходиться недалеко від пристані 54, дока «Білої зірки», де корабель мав причалювати. У «Челсі» також проживало багато моряків, які поверталися зі служби у Першій світовій війні.

## Додатково
- Номер 205 відомий тим, що у ньому свої останні дні провів поет Ділан Томас. Одного дня йому стало зле, його доставили в місцеву лікарню, де він помер від пневмонії 9 листопада 1953 року. У готелі також загинув письменник Чарльз Джексон, автор бестселера «Втрачений вікенд».
- В одному з номерів 12 жовтня 1978 року знайшли мертвою Ненсі Спанджен — подругу Сіда Вішеса.
- В цьому готелі Джек Керуак написав свій культовий роман «У дорозі» на 36-метровому рулоні паперу. Роман Артура Кларка «Космічна одіссея» також був написаний під час його проживання в готелі.
- У номерах готелю розвивалися стосунки Боба Ділана і Еді Седжвік.
- Після еміграції з Чехословаччини в цьому готелі оселився режисер Мілош Форман .
- До самої смерті у віці 112 років в готелі проживав найстаріший в США художник Ельфаус Коул .